# Miguel Zambrano
Miguel Zambrano de la Cruz (ur. 21 września 1951) – peruwiański zapaśnik walczący w obu stylach. Dwukrotny olimpijczyk. Odpadł w eliminacjach w Monachium 1972, gdzie startował w obu stylach i w Moskwie 1980 w stylu wolnym. Walczył w kategorii plus 100 kg.
Brązowy medalista igrzysk panamerykańskich w 1971 i 1979, a także mistrzostw panamerykańskich w 1986 i 1988. Mistrz igrzysk Ameryki Południowej w 1978 i 1986. Zdobył cztery złote medale na mistrzostwach Ameryki Południowej w 1983 i 1985. Czterokrotny medalista igrzysk boliwaryjskich w latach 1973–1985 roku.